# Elisabeth Goldschmidt

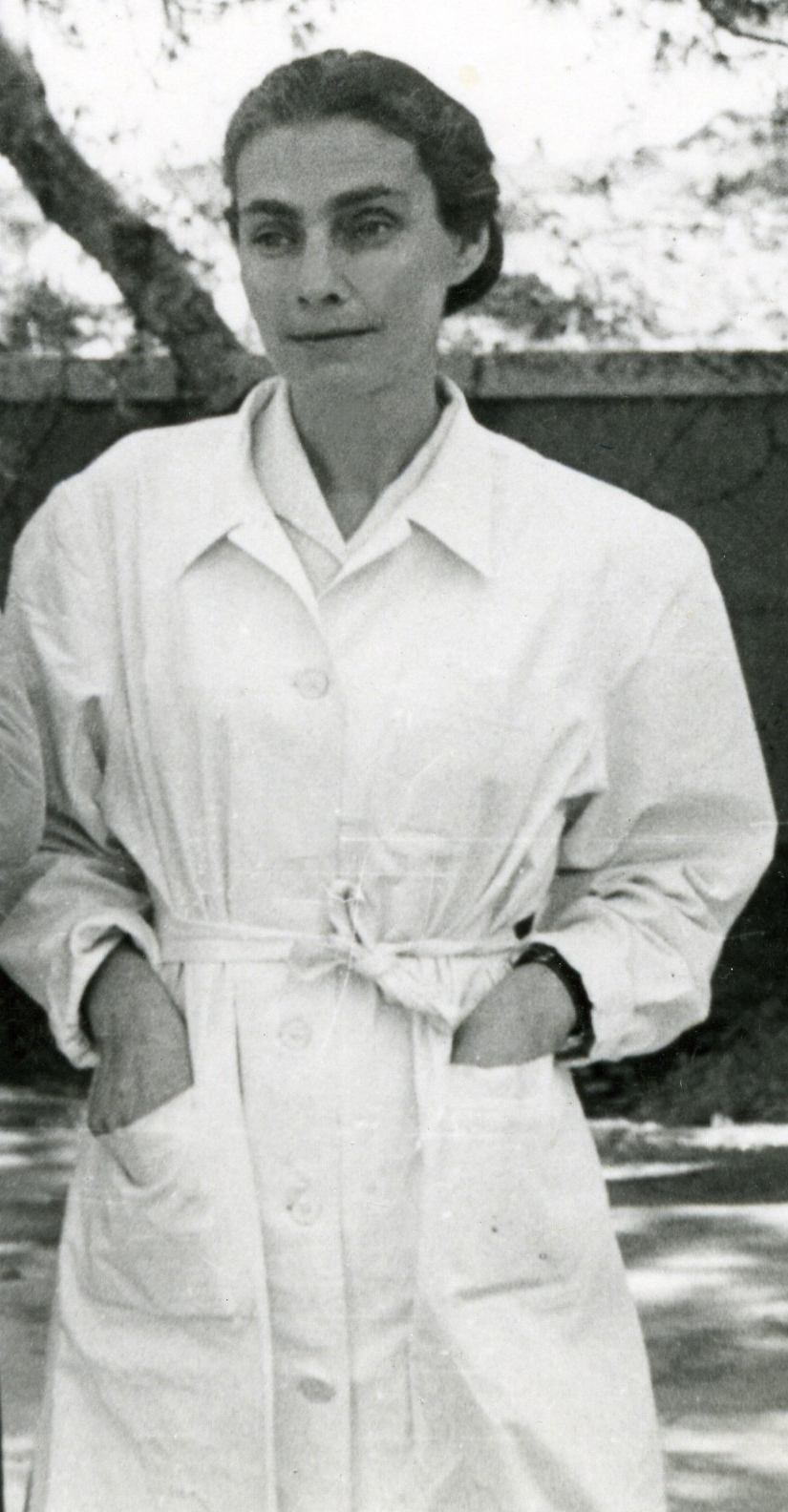
Elisabeth Goldschmidt (1955)

Elisabeth Goldschmidt (hebräisch אלישבע גולדשמידט; geboren als Elisabeth Wechsler am 22. September 1912 in Frankfurt am Main; gestorben am 6. Mai 1970 in Israel) war eine in Deutschland geborene, israelische Genetikerin und Zoologin. Sie begründete die genetische Forschung und Lehre an der Hebräischen Universität von Jerusalem.

## Leben und Wirken
Elisabeth Wechsler begann 1932 ein Medizinstudium an der Universität Frankfurt, ging jedoch nach London, als Hitler 1933 an die Macht kam. Dort musste sie zu Zoologie und Botanik wechseln. Im Jahr 1936 erhielt sie ihren Bachelor of Science mit Auszeichnung. Mit ihrem Ehemann Josef Goldschmidt wanderte sie nach Palästina aus. Goldschmidt arbeitete als Lehrerin und ehrenamtlich an der Hebräischen Universität, bis sie 1938 wissenschaftliche Mitarbeiterin der Zoologischen Fakultät wurde. Im Jahr 1942 wurde sie zur Juniorassistentin und 1950 zum „Instructor in Genetics“ ernannt. Mit einem Stipendium der American Association of University Women arbeitete Goldschmidt in den Labors der Genetiker Theodosius Dobzhansky an der Columbia University in New York und Curt Stern an der University of California in Berkeley.
Nachdem sie 1951 nach Israel zurückgekehrt war, führte Goldschmidt die Genetik als Lehrdisziplin an der Hebräischen Universität ein. Seit 1952 hielt sie eine Reihe von Vorlesungen über Genetik für Medizinstudenten. In der jüdischen Masseneinwanderung sah Goldschmidt eine einzigartige Chance für die Genforschung und begründete die systematische Forschung im Bereich Humangenetik. Nach Forschungsaufenthalten an Instituten für Humangenetik in Kopenhagen und Mailand führte sie, in Zusammenarbeit mit Ärzten des Hadassah-Hospitals, genetische Beratungsdienste in Israel ein.
Goldschmidt wurde 1955 erste Präsidentin des Genetics Circle aus der die The Genetics Society of Israel entstand. Sie leitete erfolgreich die Kampagne gegen die Entscheidung, den 11. Internationalen Genetikkongress in Deutschland abzuhalten, da dessen Wissenschaftler während des Naziregimes den Missbrauch genetischer Forschung verantwortet hatten. Der Kongress trat 1963 unter der Leitung des Schweizers Ernst Hadorn im niederländischen Den Haag zusammen.
Im September 1961 berief Goldschmidt zusammen mit Chaim Sheba und Raphael Falk eine Konferenz über die Humangenetik ein. Auf dieser Konferenz brachte sie Personen zusammen, die in diesem Bereich relevante Forschung betrieben und präsentierte ihre Arbeit in einer Ausstellung zur Genetik der israelischen Bevölkerung. Aus dem 1963 von ihr gegründeten Labor für Genetik entstand innerhalb weniger Jahre die Abteilung für Genetik der Hebräischen Universität.
Elisabeth Goldschmidt starb am 6. Mai 1970 durch Suizid. Ihre Mitarbeiterin Tirza Cohen (1925–2013) führte ihre Forschungen weiter.

### Familie
Elisabeth Wechsler wurde am 22. September 1912 in eine orthodoxe jüdische Familie in Frankfurt am Main geboren. Mit ihrem Ehemann Josef Goldschmidt hatte sie eine Tochter und den Sohn Eliezer E. Goldschmidt (* 1938), der Landwirtschaft lehrte.

## Forschung
In ihren frühen Forschungen zur systematischen Zytologie interessierte sich Goldschmidt besonders für Anpassungen an raue Bedingungen wie extremen Salzgehalt. Bald erweiterte sie ihr Interesse auf die genetische Dynamik von Populationen und untersuchte wild lebende Populationen von Drosophila-Fliegen, die Induktion von Mutationen und Chromosomenumlagerungen sowie die Entwicklungsphysiologie von Augenpigmenten der Drosophila. 1953 ging sie in das Labor von Ernst Hadorn in Zürich, um die neu eingeführte Technik der Papierchromatographie zu erlernen. In den späten 1950er Jahren arbeitete sie mit Elisabeth Stumm-Zollinger zusammen, um den chromosomalen Polymorphismus in natürlichen Populationen von Drosophila subobscura in Österreich mit denen von Israel zu vergleichen, die am Rande der Wüste lebten.
Jedoch hatte Goldschmidts Interesse an der Genetik menschlicher Krankheiten bereits Priorität. Ihr Forschungsprojekt zur Humangenetik baute sie systematisch aus. Sie begann mit der Erforschung der Verbreitung der Tay-Sachs-Krankheit, die als „erbliche jüdische Krankheit“ angesehen wurde. Bald konzentrierte sich ihr Hauptanliegen auf erbliche hämolytische Erkrankungen, die in einigen jüdischen Gemeinden weit verbreitet waren.
In den 1960er Jahren widmete Goldschmidt der Inzucht in jüdischen Gemeinden aus Kurdistan besondere Aufmerksamkeit. Sie bemerkte die geringe Häufigkeit vieler Erbkrankheiten in diesen Gemeinschaften, was darauf hindeutete, dass nach Generationen intensiver Inzucht Gene mit schädlichen Auswirkungen verschwanden. Andererseits waren einige hämolytische Erkrankungen in diesen Gemeinden äußerst häufig, verbunden mit einer erhöhten Resistenz der genetischen Träger gegen Malaria.

## Schriften (Auswahl)
- Cytological studies in Chironomidae. Dissertation, Jerusalem 1942.
- The pattern of salivary gland chromosomes. Jerusalem 1942.
- Multiple sex-chromosome mechanisms and polyploidy in animals. In: Journal of Genetics 51 (1953).
- Mit J. Wahrman, A. Ledermann-Klein, R. Weiss: Two years’ survey of population dynamics in Drosophila melanogaster. In: Evolution 9 (1955).
- Mit Elisabeth Stumm-Zollinger: Geographical differentiation of inversion systems in Drosophila subobscura. In: Evolution 13 (1959).
- Mit A. Ronen, I. Ronen: Changing marriage systems in the Jewish communities of Israel. In: Annals of Human Genetics 24 (1960).
- Mit Tirza Cohen: Inter-ethnic mixture among the communities of Israel. In: Cold Spring Harbor Symposia on Quantitative Biology 29 (1964).
- Mit A. Horowitz, Tirza Cohen, C. Levene: Thalassaemia types among Kurdish Jews in Israel. In: British Journal of Haematology 12 (1966).
- Als Herausgeberin: The Genetics of Migrant and Isolate Populations. 1963.